# Канозио
Кано̀зио (на италиански: Canosio; на пиемонтски: Cianeus, Чанеуз, на окситански: Chanuelhas, Чануеляс) е село и община в Северна Италия, провинция Кунео, регион Пиемонт. Разположено е на 1323 m надморска височина. Населението на общината е 78 души (към 2010 г.).